# Bułgaria na Zimowych Igrzyskach Olimpijskich 2022
Bułgaria na Zimowych Igrzyskach Olimpijskich 2022 – występ kadry sportowców reprezentujących Bułgarię na igrzyskach olimpijskich, które odbyły się w Pekinie, w Chińskiej Republice Ludowej, w dniach 4-20 lutego 2022 roku.
Reprezentacja Bułgarii liczyła szesnaścioro zawodników – sześć kobiet i dziesięciu mężczyzn.
Był to dwudziesty pierwszy start Bułgarii na zimowych igrzyskach olimpijskich.

## Reprezentanci

### Biathlon
| Zawodnik                                                          | Konkurencja                | Strzelanie                              | Czas                                      | Strata   | Miejsce | Źródło |
| ----------------------------------------------------------------- | -------------------------- | --------------------------------------- | ----------------------------------------- | -------- | ------- | ------ |
| Dimityr Gerdżikow                                                 | bieg indywidualny mężczyzn | 2 (1+0+1+0)                             | 53:54,2                                   | +5:06,8  | 41.     | [ 1 ]  |
| Dimityr Gerdżikow                                                 | sprint mężczyzn            | 2 (1+1)                                 | 26:56,5                                   | +2:56,1  | 63.     | [ 1 ]  |
| Lora Hristowa                                                     | sprint kobiet              | 4 (3+1)                                 | 26:27,7                                   | +5:43,4  | 89.     | [ 2 ]  |
| Władimir Iliew                                                    | bieg indywidualny mężczyzn | 5 (2+1+1+1)                             | 55:37,5                                   | +6:50,1  | 61.     | [ 3 ]  |
| Władimir Iliew                                                    | bieg pościgowy mężczyzn    | 7 (2+2+2+1)                             | 43:41,3                                   | +4:33,8  | 25.     | [ 3 ]  |
| Władimir Iliew                                                    | sprint mężczyzn            | 2 (0+2)                                 | 25:52,2                                   | +1:51,8  | 31.     | [ 3 ]  |
| Danieła Kadewa                                                    | bieg indywidualny kobiet   | 8 (4+1+2+1)                             | 59:30,4                                   | +15:17,7 | 86.     | [ 4 ]  |
| Danieła Kadewa                                                    | sprint kobiet              | 1 (1+0)                                 | 25:26,4                                   | +4:42,1  | 84.     | [ 4 ]  |
| Anton Sinapow                                                     | bieg indywidualny mężczyzn | 6 (2+1+1+2)                             | 58:47,6                                   | +10:00,2 | 85.     | [ 5 ]  |
| Anton Sinapow                                                     | bieg pościgowy mężczyzn    | 7 (2+0+3+2)                             | 47:08,3                                   | +8:00,8  | 55.     | [ 5 ]  |
| Anton Sinapow                                                     | sprint mężczyzn            | 2 (0+2)                                 | 26:45,4                                   | +2:45,0  | 56.     | [ 5 ]  |
| Błagoj Todew                                                      | bieg pościgowy mężczyzn    | 6 (1+3+1+1)                             | 47:05,0                                   | +7:57,5  | 53.     | [ 6 ]  |
| Błagoj Todew                                                      | sprint mężczyzn            | 1 (0+1)                                 | 26:39,2                                   | +2:38,8  | 52.     | [ 6 ]  |
| Milena Todorowa                                                   | bieg indywidualny kobiet   | 5 (0+2+0+3)                             | 50:14,9                                   | +6:02,2  | 52.     | [ 7 ]  |
| Milena Todorowa                                                   | bieg pościgowy kobiet      | 6 (0+0+2+4)                             | 39:20,6                                   | +4:33,7  | 31.     | [ 7 ]  |
| Milena Todorowa                                                   | sprint kobiet              | 1 (1+0)                                 | 22:15,4                                   | +1:31,1  | 17.     | [ 7 ]  |
| Marija Zdrawkowa                                                  | bieg indywidualny kobiet   | 1 (0+1+0+0)                             | 50:13,1                                   | +6:00,4  | 50.     | [ 8 ]  |
| Marija Zdrawkowa                                                  | sprint kobiet              | 1 (0+1)                                 | 24:39,1                                   | +3:54,8  | 78.     | [ 8 ]  |
| Milena Todorowa Marija Zdrawkowa Lora Hristowa Danieła Kadewa     | sztafeta kobiet            | 0+1 0+1 0+0 1+3 0+1 0+1 -               | 17:36,7 21:04,7 LAP -                     | -        | 18.     | [ 9 ]  |
| Błagoj Todew Władimir Iliew Dimityr Gerdżikow Anton Sinapow       | sztafeta mężczyzn          | 0+2 0+1 0+1 0+1 1+3 0+0 0+0 1+3 1+6 1+2 | 22:27,2 20:26,6 21:58,4 22:13,1 1:27:05,3 | +7:15,1  | 18.     | [ 10 ] |
| Milena Todorowa Marija Zdrawkowa Władimir Iliew Dimityr Gerdżikow | sztafeta mieszana          | 0+2 1+3 0+1 2+3 -                       | 19:38,6 LAP -                             | -        | 19.     | [ 11 ] |

### Biegi narciarskie
| Zawodnik       | Konkurencja | Kwalifikacje | Kwalifikacje | Ćwierćfinały | Ćwierćfinały | Półfinały | Półfinały | Finał | Finał  | Finał   | Źródło        |
| Zawodnik       | Konkurencja | Czas         | Miejsce      | Czas         | Miejsce      | Czas      | Miejsce   | Czas  | Strata | Miejsce | Źródło        |
| -------------- | ----------- | ------------ | ------------ | ------------ | ------------ | --------- | --------- | ----- | ------ | ------- | ------------- |
| Simeon Dejanow | DNS         | DNS          | DNS          | DNS          | DNS          | DNS       | DNS       | DNS   | DNS    | DNS     | [ 12 ] [ 13 ] |

### Łyżwiarstwo figurowe
| Zawodnik          | Konkurencja | SP     | SP    | FS     | FS   | Nota łączna | Nota łączna | Źródło |
| Zawodnik          | Konkurencja | Punkty | Poz.  | Punkty | Poz. | Punkty      | Poz.        | Źródło |
| ----------------- | ----------- | ------ | ----- | ------ | ---- | ----------- | ----------- | ------ |
| Ałеksandra Fеjgin | solistki    | 59,16  | 23. Q | 100,15 | 24.  | 159,31      | 24.         | [ 14 ] |

### Narciarstwo alpejskie
| Zawodnik       | Konkurencja            | 1 przejazd | 1 przejazd | 2 przejazd | 2 przejazd | Łącznie | Łącznie | Źródło |
| Zawodnik       | Konkurencja            | Czas       | Pozycja    | Czas       | Pozycja    | Czas    | Pozycja | Źródło |
| -------------- | ---------------------- | ---------- | ---------- | ---------- | ---------- | ------- | ------- | ------ |
| Albert Popow   | slalom mężczyzn        | 54,62      | 9.         | 50,53      | 8.         | 1:45,15 | 9.      | [ 15 ] |
| Albert Popow   | slalom gigant mężczyzn | 1:07,60    | 27.        | 1:07,34    | 7.         | 2:14,94 | 17.     | [ 15 ] |
| Ewa Wukadinowa | slalom kobiet          | 1:01,71    | 49.        | DNF        | DNF        | DNF     | DNF     | [ 16 ] |
| Ewa Wukadinowa | slalom gigant kobiet   | 1:05,58    | 44.        | 1:05,88    | 37.        | 2:11,46 | 36.     | [ 16 ] |
| Kamen Złatkow  | slalom mężczyzn        | 55,66      | 20.        | DNF        | DNF        | DNF     | DNF     | [ 17 ] |

### Saneczkarstwo
| Zawodniczka   | Konkurencja      | 1. przejazd | 1. przejazd | 2. przejazd | 2. przejazd | 3. przejazd | 3. przejazd | 4. przejazd | 4. przejazd | Suma     | Suma    | Źródło |
| Zawodniczka   | Konkurencja      | Czas        | Miejsce     | Czas        | Miejsce     | Czas        | Miejsce     | Czas        | Miejsce     | Czas     | Miejsce | Źródło |
| ------------- | ---------------- | ----------- | ----------- | ----------- | ----------- | ----------- | ----------- | ----------- | ----------- | -------- | ------- | ------ |
| Pawel Angelow | jedynki mężczyzn | 59,555      | 29.         | 59,753      | 29.         | 59,545      | 29.         | NQ          | NQ          | 2:58,853 | 28.     | [ 18 ] |

### Skoki narciarskie
| Zawodnik           | Konkurencja                | Kwalifikacje | Kwalifikacje | Kwalifikacje | Runda 1.  | Runda 1. | Runda 1. | Runda 2.  | Runda 2. | Runda 2. | Suma   | Suma    | Źrodło |
| Zawodnik           | Konkurencja                | Odległość    | Punkty       | Miejsce      | Odległość | Punkty   | Miejsce  | Odległość | Punkty   | Miejsce  | Punkty | Miejsce | Źrodło |
| ------------------ | -------------------------- | ------------ | ------------ | ------------ | --------- | -------- | -------- | --------- | -------- | -------- | ------ | ------- | ------ |
| Władimir Zografski | skocznia normalna mężczyzn | 97,5         | 99,7         | 13. Q        | 99,0      | 126,7    | 24. Q    | 97,0      | 118,6    | 22.      | 245,3  | 22.     | [ 19 ] |
| Władimir Zografski | skocznia duża mężczyzn     | 117,0        | 95,6         | 37. Q        | 125,0     | 112,5    | 38.      | NQ        | NQ       | NQ       | 112,5  | 38.     | [ 19 ] |

### Snowboard
| Zawodnik        | Konkurencja                       | Rozstawienie | Rozstawienie | 1/8 finału      | Ćwierćfinał     | Półfinał        | Finał           | Finał   | Miejsce | Źródło |
| Zawodnik        | Konkurencja                       | Czas         | Miejsce      | Przeciwnik Czas | Przeciwnik Czas | Przeciwnik Czas | Przeciwnik Czas | Miejsce | Miejsce | Źródło |
| --------------- | --------------------------------- | ------------ | ------------ | --------------- | --------------- | --------------- | --------------- | ------- | ------- | ------ |
| Radosław Jankow | slalom gigant równoległy mężczyzn | 1:22,48      | 15. Q        | Karl P (+0.36)  | NQ              | NQ              | NQ              | NQ      | 15.     | [ 20 ] |